# Північ (зупинний пункт)
Пі́вніч — пасажирський залізничний зупинний пункт Харківської дирекції Південної залізниці на електрифікованій лінії Мерефа — Лозова між станціями Безпалівка (11 км) та Трійчате (1 км). Розташований поблизу присадибних ділянок, у Лозівському районі, Харківської області.

## Пасажирське сполучення
На платформі Північ зупиняються приміські електропоїзди Харківського та Лозівського напрямків.